# Noscapine
La noscapine est la dénomination commune internationale de la L-narcotine. C'est un alcaloïde dont les propriétés sont proches de celles de la codéïne et de la morphine. Son nom narcotine provient du mot grec signifiant assoupissements : narkê.
Elle a été découverte en 1803 par Jean-François Derosne. Elle se présente sous la forme d'un solide cristallisé, blanc, de saveur amère.
Utilisée comme un antitussif non narcotique elle peut néanmoins provoquer des vertiges, somnolences, troubles gastro-intestinaux, une certaine excitation-confusion ainsi qu'une dépression respiratoire en cas de surdosage. Dans l'organisme, elle est métabolisée en méconine, plus stable. 